# František Coufal
František Coufal (7. ledna 1892, Radotice u Jemnice – 1. října 1941 v Praze - Ruzyni) byl profesionální voják, který prošel boji první světové války na ruské a italské frontě, během kterých byl zraněn i zajat. Jeho další vojenské aktivity v období mezi světovými válkami jsou spojeny s jižní Moravou, Znojemskem a Prahou. Z nízkých velitelských pozic a hodností se postupem času propracoval až na hodnost podplukovníka zastávajícího vysoké štábní funkce. Ve třicátých letech dvacátého století strávil část své pracovní náplně jako pedagog přednášející na Válečné škole v Praze. Za protektorátu se zapojil do vedení vojenské ilegální organizace Obrana národa (ON) při budování struktur její "podzemní armády". (Historiky je charakterizován jako jeden z tvůrců organizační struktury ON.) Zároveň fungoval jako spojka mezi ON v Praze a moravským Zemským velitelstvím ON s centrem v Brně. V létě roku 1941 byl zatčen gestapem, vyslýchán a dva měsíce vězněn, aby byl nakonec v rámci tzv. prvního stanného práva za protiříšskou činnost odsouzen k trestu smrti a okamžitě popraven. Po skončení druhé světové války byl (in memoriam) povýšen do hodnosti plukovníka generálního štábu.

## Životopis

### Do vypuknutí první větové války
František Coufal se narodil do rodiny Jana Coufala (krejčího v Radoticích; * 9. července 1858 Radotice) a jeho manželky Františky Coufalové (rozené Novotné; * 2. prosince 1859 Radotice) začátkem roku 1892, téměř tři roky po jejich svatbě (ta se konala 3. března 1889). František Coufal měl tři bratry: Josefa Coufala (* 10. září 1894 Radotice), Jana Coufala (* 15. února 1897 Radotice) a Karla Coufala (* 5. prosince 1900 Znojmo). Bratr Karel se narodil již ve Znojmě, kam se rodina Coufalových přestěhovala někdy mezi léty 1898–1900.
V letech 1905 až 1911 studoval František na německé zemské vyšší reálce ve Znojmě. Po maturitě 17. února 1912 byl 5. srpna 1912 ve Znojmě odveden a 10. října 1912 nastoupil jako jednoroční dobrovolník k c. k. pěšímu pluku číslo 99 v Jihlavě. Poté, co absolvoval základní výcvik a školu pro důstojníky pěchoty v záloze byl po zbytek svojí prezenční služby přidělen k c. k. pěšímu pluku číslo 81 v Jihlavě. Odtud odešel dne 1. října 1913 do zálohy. Následujícího půl roku pracoval jako volontér (dobrovolný nehonorovaný pracovník, připravující se na své povolání) u pobočky Moravskoslezské banky ve Znojmě. Odtud přešel jako disponent k firmě Alois Veselý - Znojmo.

### První světová válka
V rámci mobilizace v předvečer první světové války nastoupil František Coufal dne 1. srpna 1914 činnou službu u svého kmenového útvaru. S ním také velmi záhy odešel (jako velitel čety) na frontu. Dne 17. září 1915 byl na frontě zraněn a dobu do 24. února 1916 prožil v nemocničním ošetření. Službu ve Vídni u c. k. pěšího pluku číslo 99 nastoupil dne 25. února 1916. Jako velitel hradní stráže tady sloužil až do poloviny roku 1916 (do 30. června 1916). Do kategorie důstojníků z povolání (v hodnosti nadporučíka) byl přeložen 1. června 1916 a přesně za měsíc (1. července 1916) byl (ve funkci velitele roty) odvelen se svým plukem na ruskou frontu. Tady padl dne 18. září 1916 do zajetí a až do 23. března 1918 pobýval v ruských zajateckých táborech. Po podepsání separátního míru byl odeslán zpět do vlasti. Opětovnou službu ve Znojmě u c. k. pěšího pluku číslo 99 nastoupil František Coufal od 23. března 1918, ale již 11. května 1918 byl odvelen (ve funkci velitele pochodového praporu) na italskou frontu. Na frontě působil ve funkci velitele roty. U velitelství 11. armády v Meranu absolvoval velitelský kurs a poté sem byl přidělen jako instruktor.

### Ve vlasti v roce 1918
Po převratu v říjnu 1918 se František Coufal vrátil do Znojma. Tady působil jako vojenský pověřenec Národního výboru, velitel posádky a nakonec jako referent doplňovacího okresního velitelství. Zúčastnil se také osvobozování jižní Moravy a zajišťování nových hranic. . Svoje zkušenosti z tohoto období zpracoval František Coufal do publikace Osvobození jižní Moravy (vyšla v roce 1937). Za podíl na osvobozování Moravy byl František Coufal vyznamenán československým válečným křížem 1914 - 1918 a je v některých pramenech charakterizován jako "organizátor boje za samostatnost na Znojemsku".

### Léta 1919 až 1922 v armádě
V hodnosti nadporučíka byl František Coufal 29. května 1919 přijat do svazku československé branné moci. Působil pak u znojemského pěšího pluku až do 7. března 1920. K tomuto datu byl povolán jako frekventant do II. kursu školy generálního štábu v Praze. Po absolvatoriu kursu nastoupil (od 1. září 1920) v Praze k velitelství 1. divize jako přidělený důstojník 3. oddělení štábu. V této funkci František Coufal setrval až do 6. prosince 1921, kdy se stal posluchačem II. ročníku Válečné školy v Praze. Když tuto školu úspěšně ukončil byl (30. srpna 1922) přeložen do skupiny důstojníků generálního štábu.

### Léta 1922 až 1938 v armádě
V následujících jedenácti letech (1922 až 1933) vykonával František Coufal převážně v Praze různé důstojnické štábní funkce. Profesorem na pražské Válečné škole se stal 4. září 1933 a od 1. října 1934 pak vyučoval na Vysoké škole válečné. V období od 1. října 1936 do 9. září 1937 působil jako velitel praporu u pěšího pluku 25 v Lučenci. Ke dráze pedagoga na Vysoké škole válečné se vrátil 10. září 1937. V čase od 20. dubna 1938 do 13. dubna 1939 byl přidělen ke 4. oddělení hlavního štábu. Za branné pohotovosti státu na podzim 1938 byl náčelníkem štábu velitelství V. sboru v Kloboukách.

### Za protektorátu
Měsíc po 15. březnu 1939 nastoupil podplukovník František Coufal jako zaměstnanec do Památníku národního osvobození na Vítkově v Praze. Po rozpuštění československé armády byl dne 10. srpna 1939 převeden jako odborový rada k Nejvyššímu úřadu cenovému. Poté krátce pracoval na Ministerstvu sociální a zdravotní správy, odkud odešel do výslužby. Několik měsícu byl bez zaměstnání, ale nakonec nastoupil jako cenový referent do nově se tvořící Hospodářské skupiny velkoobchodu a zahraničního obchodu v Praze. Tady pracoval až do svého zatčení gestapem (5. srpna 1941).

### V odboji
František Coufal se zapojil do odbojové práce velmi záhy po 15. březnu 1939. Ve vojenské ilegální organizaci Obrana národa (ON) zastával pozici přednosty organizačního oddělení Ústředního vedení ON. Společně s majorem generálního štábu Bohumírem Černohorským se podílel na tvorbě celé ilegální struktury první garnitury Obrany národa. Coufal pracoval zároveň jako jedna ze spojek ON mezi Prahou a Brnem, kde žil jeho bratr Karel Coufal, v jehož brněnském bytě (v Cihlářské ulici) se dokonce konaly i některé ilegální schůzky s vysokými představiteli moravského Zemského velitelství ON. Rozsáhlé zatýkání v řadách odboje a Obrany národa, které se odehrálo na přelomu let 1939 / 1940 se Františku Coufalovi vyhnulo. Ve dvou zatýkacích vlnách (na podzim 1939 a v únoru 1940) došlo prakticky k rozbití ON a zničení tzv. první garnitury ON. Na podzim 1940 byl František Coufal začleněn novým vrchním velitelem ON - divizním generálem Bedřichem Homolou do štábu druhé garnitury ON, kde zastával funkci materiálového a zbrojního důstojníka.

### Zatčení
František Coufal byl zatčen gestapem 5. srpna 1941 ve svém bytě v ulici Národní obrany 38 v Praze - Bubenči. (Dnešní - rok 2016 - adresa: Národní obrany 574/38, 160 00 Praha 6 – Bubeneč). Bezprostředně po zatčení byl převezen k výslechu do Petschkova paláce a pak uvězněn v pankrácké věznici. .

### Odsouzení a poprava
V rámci tzv. prvního stanného práva (po příchodu Reinharda Heydricha do Prahy dne 27. září 1941) byl František Coufal odsouzen 1. října 1941 pražským stanným soudem k trestu smrti zastřelením. Ten byl vykonán ještě týž den v 16,30 hodin v jízdárně ruzyňských dělostřeleckých kasáren.
Spolu s ním byli stejným soudem ve stejný den odsouzeni i další vedoucí představitelé ON:
- podplukovník František Ambrož,[1]
- podplukovník František Dědič,[1]
- divizní generál Mikuláš Doležal,[1]
- brigádní generál Josef Dvořák,[1]
- plukovník František Pohunek,[1]
- plukovník Ladislav Preininger,[1]
- podplukovník Otmar Růžek,[1]
- divizní generál Oleg Svátek,[1]
- divizní generál Václav Šára,[1]
- podplukovník Bohdan Kasper,[1]
- plukovník Josef Malý[1] a
- podplukovník pěchoty Jan Petera (* 18. srpna 1881)[12]

Všichni výše jmenovaní byli popraveni zastřelením téhož dne v Ruzyňských kasárnách.

## Vyznamenání a povýšení
- Československý válečný kříž 1914–1918,[2]
- Československý válečný kříž 1939 (vyznamenání bylo (in memoriam) uděleno 28. září 1945 [p 3] ),[2]
- V roce 1946 byl František Coufal (in memoriam) povýšen do hodnosti plukovníka generálního štábu.[2]

## Dílo
- Coufal, František. Osvobození jižní Moravy[13]: vzpomínky a dokumenty o převratu na jižní Moravě roku 1918. V Praze: Svaz čs. důstojnictva, 1937. 298 s., [19] l. obr. příl.
- Coufal, František. Mezinárodní armáda - konečný cíl odzbrojení?.[14] Praha: Svaz československého důstojnictva, 1932. 49 s. Knihovna Svazu československého důstojnictva; sv. 4.

## Pamětní místa
- Pomník důstojníků Generálního štábu, obětí z let 1939 – 1945 v Praze 6, Tychonova 270/2, v objektu Ministerstva obrany ČR[15] (PLK.GŠT. FRANTIŠEK COUFAL 1892-1941)
- Pamětní deska umístěná napravo od hlavního vchodu do historické budovy Generálního štábu Armády České republiky (GŠ AČR), (Vítězné náměstí 1500/5, 160 00 Praha 6 - Dejvice)[16] (PLK.GŠT. FRANTIŠEK COUFAL 7.1.1892-1.10.1941)
- Ve Znojmě (okres Znojmo, Jihomoravský kraj) je po Františku Coufalovi pojmenována ulice (Coufalova).[10]

Pamětní místa
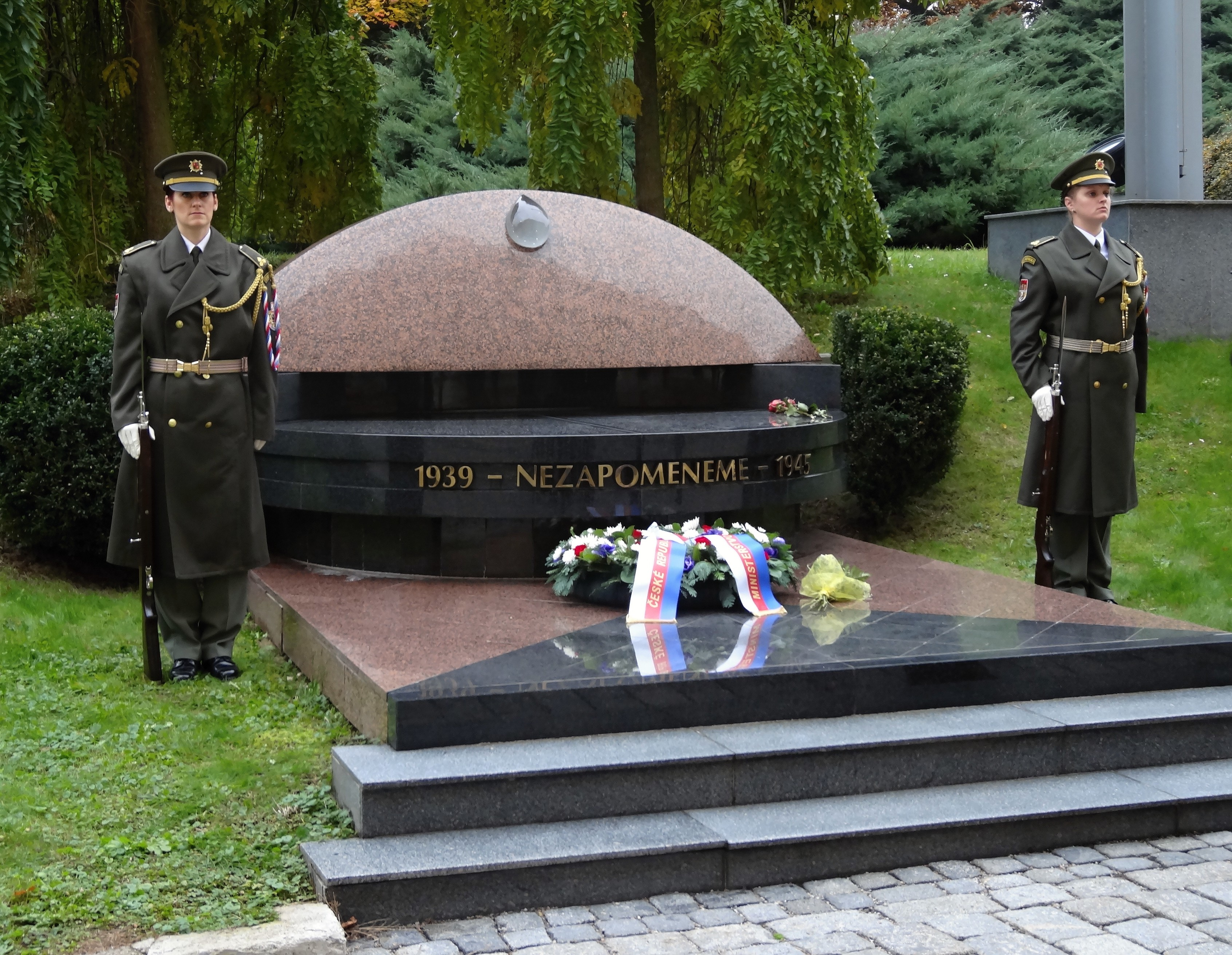
Pomník důstojníků GŠ (obětí z let 1939 - 1945)
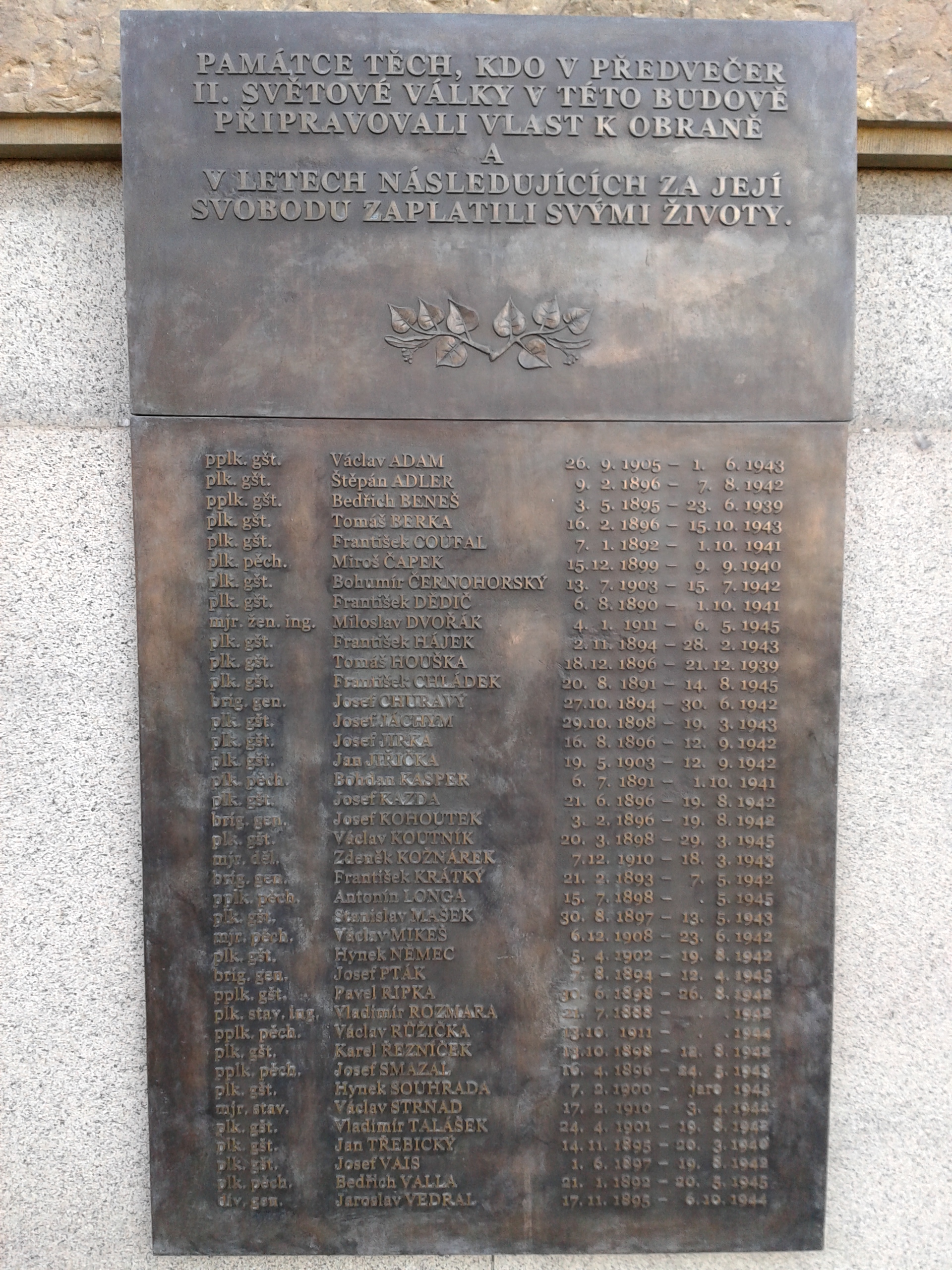
Dejvice, vchod do generálního štábu